# Mallerenga negra de Carp
La mallerenga negra de Carp (Melaniparus carpi) és una espècie d'ocell passeriforme que pertany a la família Pàrids endèmica de l'Àfrica austral. Es troba únicament a Namíbia i al sud d'Angola.

## Taxonomia
Anteriorment es considerava una subespècie de la mallerenga negra meridional (Melaniparus niger), però actualment es consideren espècies separades. Totes dues es classificaven en el gènere Parus, però es va traslladar a Melaniparus després que una anàlisi filogenètica molecular publicada el 2013 demostrés que els membres del nou gènere formaven un clade diferent.